# Carlos Alberto Wilson Gómez
Carlos Alberto Wilson Gómez är en ort i Mexiko.   Den ligger i kommunen Cárdenas och delstaten Tabasco, i den sydöstra delen av landet, 600 km öster om huvudstaden Mexico City. Carlos Alberto Wilson Gómez ligger 18 meter över havet och antalet invånare är 835.
Terrängen runt Carlos Alberto Wilson Gómez är mycket platt. Runt Carlos Alberto Wilson Gómez är det ganska tätbefolkat, med 75 invånare per kvadratkilometer. Närmaste större samhälle är Cárdenas, 5,0 km väster om Carlos Alberto Wilson Gómez. Trakten runt Carlos Alberto Wilson Gómez består till största delen av jordbruksmark.